# Schloßberg (góra w Pegnitz)
Schloßberg (także Schlossberg) – wysoka na 543 m n.p.m. góra na obszarze miasta Pegnitz w górno-frankońskim powiecie Bayreuth, w Bawarii.

## Położenie geograficzne
Schloßberg leży w Parku Natury „Szwajcaria Frankońska-Las Veldenstein”, we wschodniej części Szwajcarii Frankońskiej. Wznosi się na zachód od Pegnitz, a ze wschodniego zbocza góry wypływa rzeka Pegnitz.

## Böheimstein
Na szczycie wzniesienia znajdują się ruiny średniowiecznego Zamku Böheimstein, który od 1357 do 1402 należał do Korony Czeskiej. Został zniszczony podczas Drugiej Wojny Margrabiów w 1553 roku. Do dziś przetrwała jedynie jedna ściana Zamku.

## Wieża widokowa i pomnik przyrody

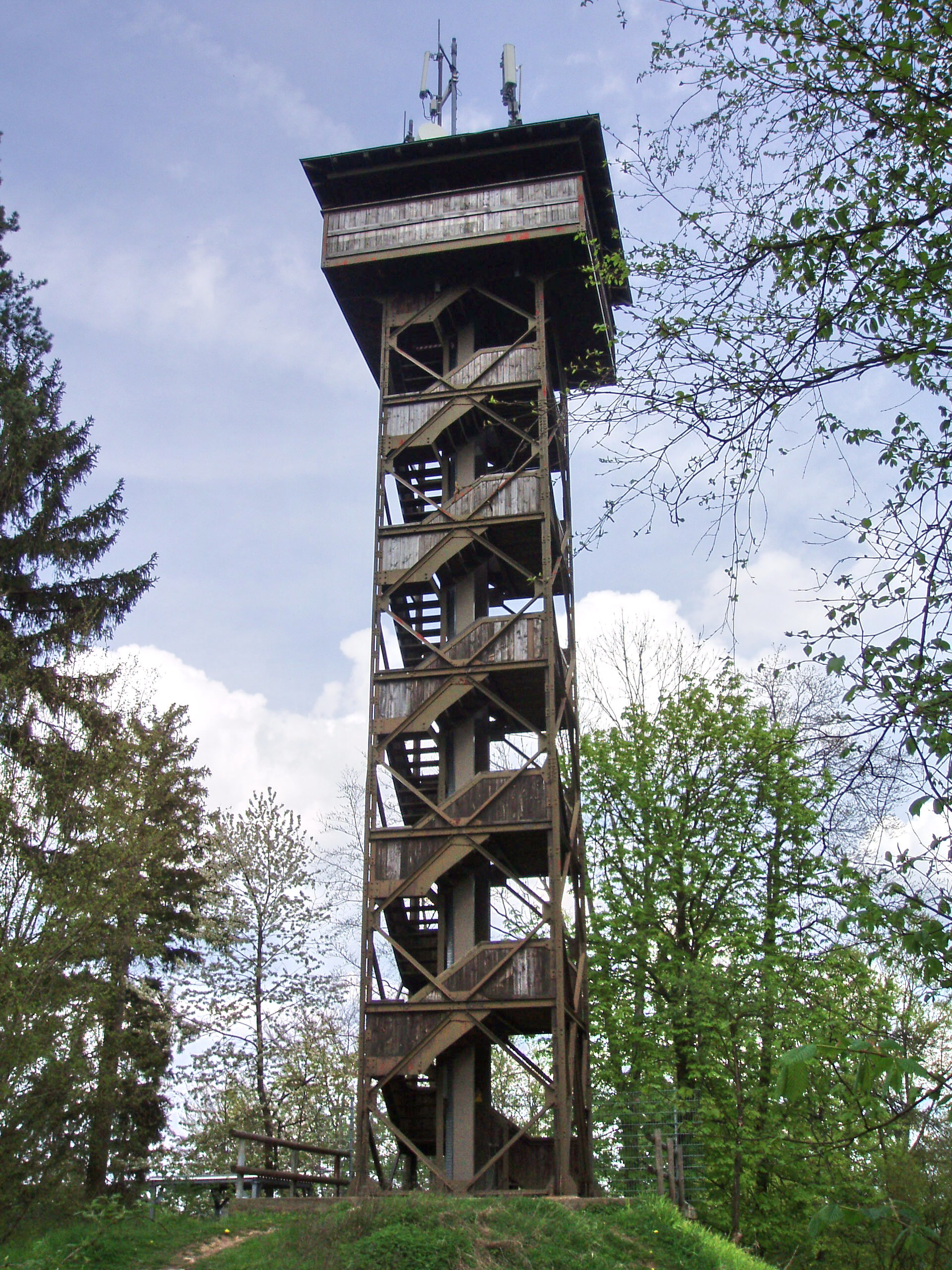
Wieża widokowa na szczycie góry Schloßberg

Od 1923 roku na szczycie Schlossbergu stoi wieża widokowa, z której roztacza się widok na miasto i jego okolice. Na południowym zboczu Schloßbergu znajduje się pomnik przyrody Hoher Fels.